# Joachim Tielke
Joachim Tielke (14 octobre 1641 - 19 janvier 1719) est un luthier prussien. Il est né à Königsberg en duché de Prusse, et mort à Hambourg.
Un livre de Günther Hellwig lui est dédié, livre dans lequel Hellwig donne la liste de 139 instruments de Joachim Tielke conservés jusqu'à maintenant, parmi lesquels des luths, des angéliques, des théorbes, guitares, cistres, pochettes, violons, violes d'amour, barytons, violes de gambe et archets. Des recherches récentes montrent que tous les théorbes retrouvés sont en réalité des luths ou des angéliques modifiés. D'autre part, près de trente instruments non répertoriés par Günther Hellwig ont été trouvés depuis, parmi lesquels un fragment de baryton, un violoncelle, d'autres violes, guitares et luths. Friedemann et Barbara Hellwig portent le nombre total des instruments et fragments à 174. L'œuvre conservée de  Tielke est ainsi l'une des plus importantes en nombre, comparable à celle de Stradivari et des autres luthiers italiens majeurs. Les instruments de Tielke tirent leur notoriété non seulement de la qualité de leur marqueterie et du travail des têtes sculptées, mais surtout de la qualité de leur timbre.
Il existe un débat concernant la contribution de Tielke en personne sur les instruments signés de son nom. L'examen de son travail montre qu'il faisait appel à des artisans pour la sculpture et la marqueterie, peut-être même pour des instruments entiers.

## Source
- (en) Cet article est partiellement ou en totalité issu de l’article de Wikipédia en anglais intitulé « Joachim Tielke » (voir la liste des auteurs).